# María Ana de Borbón
María Ana de Borbón (Vincennes, 2 de octubre de 1666-París, 3 de mayo de 1739) fue una princesa francesa, hija del rey Luis XIV de Francia y de su amante, Luisa de La Vallière. Al morir su madre, heredó por derecho propio los títulos de duquesa de La Vallière, Vaujours y Saint-Christophe, y por matrimonio el título de princesa de Conti.

## Primeros años de vida
María Ana de Borbón fue una de los hijos ilegítimos habidos entre el rey de Francia Luis XIV y Luisa de La Vallière. Fue famosa por su belleza, la cual se mantuvo a lo largo de los años incluso en su madurez.
Nació de manera secreta, pero se convirtió en la hija favorita del rey y en la primera hija que realmente amó. Durante su infancia estuvo al cuidado de Madame Colbert, esposa de Jean-Baptiste Colbert, y al nacer su hermano, Luis de Borbón, el año siguiente, fueron educados juntos.
El 14 de mayo de 1667, antes de cumplir el año de vida, su padre le legitimó y a su madre le fue entregado el título de duquesa de La Vallière, Vaujours y Saint-Christophe. Durante su juventud, María Ana sería conocida como Mademoiselle de Blois.

## Matrimonio
El 16 de enero de 1680, a la edad de trece años, María Ana contrajo matrimonio con Luis Armando I de Borbón-Conti, en la capilla del Castillo de Saint-Germain-en-Laye; este fue el primer matrimonio entre un príncipe de sangre y un bastardo real. De la unión no nacería ningún hijo.
En 1683, la princesa de Conti perdió a su hermano, Luis de Borbón, conde de Vermandois, en Flandes después de un escandaloso episodio con el caballero de Lorena, amante de su tío, el duque Felipe I de Orleans, y se vio profundamente afectada. Dos años después, ella y su esposo contrajeron la viruela. El príncipe de Conti no pudo superar la enfermedad y murió; desde ese momento María Ana fue llamada Madame la Princesa Viuda.

## Viudez
Durante años, María Ana fue una de las más importantes mujeres en la corte del rey Luis XIV por ser la esposa, y luego viuda, de un príncipe de sangre. Pero el hecho de que su media hermana -también bastarda- Luisa Francisca de Borbón contrajera matrimonio con el duque de Borbón, proveniente de la familia de los príncipes de Condé, le daba mayor rango y provocó un conflicto entre ellas. Lo mismo ocurriría cuando otra de las bastardas del rey, Francisca María de Borbón, se casó con el duque de Chartres, sobrino del rey, con aún más importancia que sus otras medio hermanas. Las hermanas jamás volvieron a ser cercanas debido a estos pleitos.
En 1710, con la muerte de su madre, María Ana se convirtió en duquesa de La Vallière, Vaujours y Saint-Christophe por derecho propio, y heredó la vasta fortuna de su madre. También se encargó de asegurar un provechoso matrimonio para su sobrino político, Luis Armando II de Borbón-Conti, quien se casaría con Luisa Isabel de Borbón-Condé.
Murió a causa de un tumor cerebral a los 72 años de edad, sobrevivida por sus dos medio hermanas, Luisa Francisca y Francisca María de Borbón.
- Datos: Q260497
- Multimedia: Marie Anne de Bourbon (1666-1739) / Q260497